# Кага (річка)
Кага (рос. Кага) — річка на Південному Уралі, розташована в межах Республіки Башкортостан (Росія). Ліва притока річки Білої, що належить до басейну Ками. Загальна довжина Каги становить 84 км, площа басейну за різними відомостями складає 590 або 604 км² км.
Витік річки розташований на західному схилі хребта Уралтау, за 3 км на північний схід від гори Кагаташ і за 3 км на схід від села Узянбаш. Звідси вона тече на південний захід теренами Бєлорєцького, Абзеліловського, Бурзянського районів, у нижній течії повертає на північ, далі прямує територією Бєлорєцького району. Впадає з лівого берега в Білу за 1188 км від гирла останньої на висоті 388 м над рівнем моря.
Кага вбирає в себе багато малих річок і струмків, найбільшими з її приток є такі: праві — Кулдаже, Астікайський Ключ, Кам'яний Ключ, ліві — Майгашта, Велика Майгашта, Устуманди, Улажа, Тулуповський Ключ. У селі Кага ця водна артерія протікає через безіменний великий став. Живлення річки мішане, з перевагою снігового. Середньорічна витрата води становить 3,3 м³/с. Швидкість течії зазвичай складає 0,6 м/с, але під час весняної повені вона збільшується до 2,7 м/с. Загалом Кага є типово гірською річкою. Дно її здебільшого кам'янисте і тільки в нижній течії піщано-галькове. Неподалік гирла ширина річища Каги досягає 20—25 м.

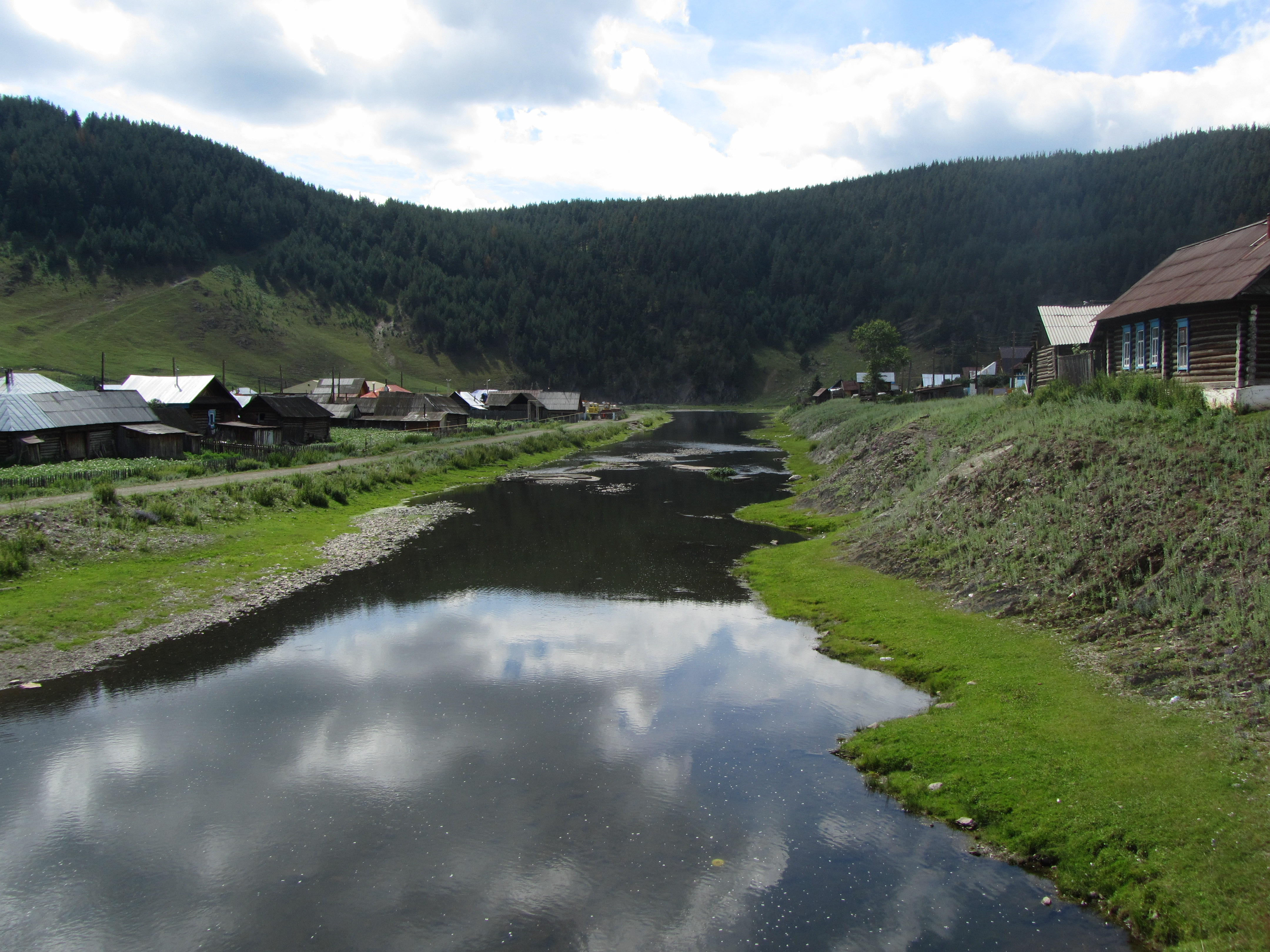
Кага посеред однойменного села.

Долина Каги вузька, лежить у котловині між гірськими хребтами Уралтау і Крака. Рельєф її басейну являє собою типове середньогір'я. Ландшафти річкової долини представлені здебільшого мішаними лісами і лучними степами, у заплаві трапляються заболочені ділянки, чагарники. Мішані ліси на берегах Каги складені сосною і березою з домішкою модрини. Розвиваються вони на гірських темно-сірих лісових ґрунтах, натомість, лучні степи розвинуті на ділянках з опідзоленими чорноземами. Лісистість басейну становить 86 %, розораність — 5 %.
Річище Каги лежить у малонаселеній місцевості. Безпосередньо на берегах річки розташовані два населених пункти — Хамітово і велике село Кага. Останнє знаходиться при самому гирлі річки, тобто в місці впадіння її в Білу. Кагу в багатьох місцях перетинають дороги місцевого значення, через її річище перекинуті невеликі мости, на берегах процвітає аматорське рибальство. З 2002 року на ній працює мала гідроелектростанція «Кага». Уздовж південного (лівого) боку річки проходить кордон Башкирського заповідника.